# Fuxerna distrikt
Fuxerna distrikt är ett distrikt i Lilla Edets kommun och Västra Götalands län. 
Distriktet ligger i och omkring Lilla Edet. 

## Tidigare administrativ tillhörighet
Distriktet inrättades 2016 och utgörs av området som Lilla Edets köping omfattade till 1971 och som före 1951 utgjorde Fuxerna socken.
Området motsvarar den omfattning Fuxerna församling hade vid årsskiftet 1999/2000.